# Ulica Droga do Zamku w Krakowie
Ulica Droga do Zamku – ulica w Krakowie, w dzielnicy I Stare Miasto, na Starym Mieście, biegnie od ul. św. Idziego południowym stokiem wzgórza wawelskiego do Bramy Bernardyńskiej a dalej od bramy na dziedziniec zewnętrzny Wawelu prowadzi wewnętrzna ulica.
Od roku 1846, po wcieleniu Rzeczypospolitej Krakowskiej do Austrii, na Wawelu stacjonowali austriaccy żołnierze. Zamek zamieniono w koszary artylerzystów. W tym czasie wjazd na wzgórze był tylko jeden, od ul. Kanoniczej.
Po rozpoczęciu fortyfikowania Krakowa (od 1850 roku) armia austriacka podjęła prace mające przekształcić wzgórze w cytadelę.
Austriaccy inżynierowie wojskowi zaplanowali nowy wjazd. Wzdłuż południowego, stromego stoku wzgórza, które było częścią Plant i rosły na nim drzewa brzoskwiniowe i były winnice, splantowano teren i zbudowano stosunkowo łagodny dojazd dla artylerii, dowozu amunicji i zaopatrzenia dla wojska oraz do budowanego w tym czasie szpitala wojskowego. Wjazdu do cytadeli strzegła brama i most zwodzony znajdujące się w miejscu dzisiejszej Bramy Bernardyńskiej. Od drogi prowadziła przecznica do kolejnej zbudowanej przez Austriaków, pod Basztą Senatorską, bramy.
Droga prowadziła od placu Bernardyńskiego (zakończenie ul. Grodzkiej) czego pamiątką jest obecnie niewielki, ślepy fragment ulicy u podnóża wawelskiego wzgórza.
Podczas II wojny światowej Niemcy uporządkowali otoczenie Wawelu burząc kilka stojących wokół niego kamienic m.in. zburzyli kamienicę zwaną „Dębno” stojącą na miejscu dzisiejszej ulicy św. Idziego i zbudowali nowy dojazd. Zbudowali także, w 1943 roku, na miejscu wyburzonej austriackiej bramy wjazdowej, bramę zwaną obecnie Bramą Bernardyńską a zaprojektowaną przez Adolfa Szyszko-Bohusza. Droga otrzymała dzisiejszy kształt.
Ulica jest jedyną drogą dojazdową na wzgórze dostępną dla pojazdów, jest też jednym z dwóch wejść dla turystów.
W pobliżu skrzyżowania z ul. św. Idziego znajduje się replika posągu Światowida ze Zbrucza.

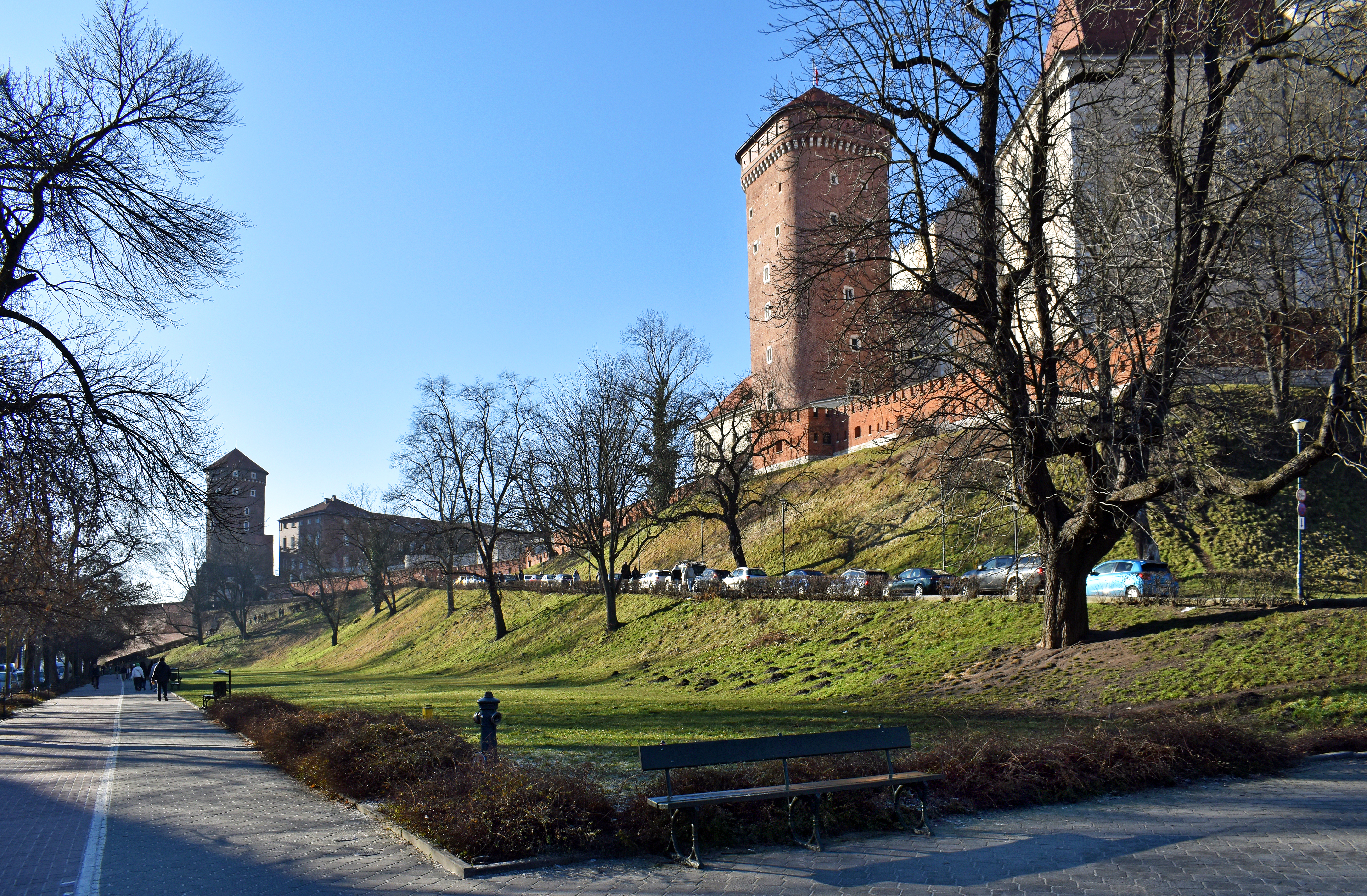
Południowy stok wawelskiego wzgórza, dawniej część Plant, na którym Austriacy zbudowali dojazd do cytadeli.
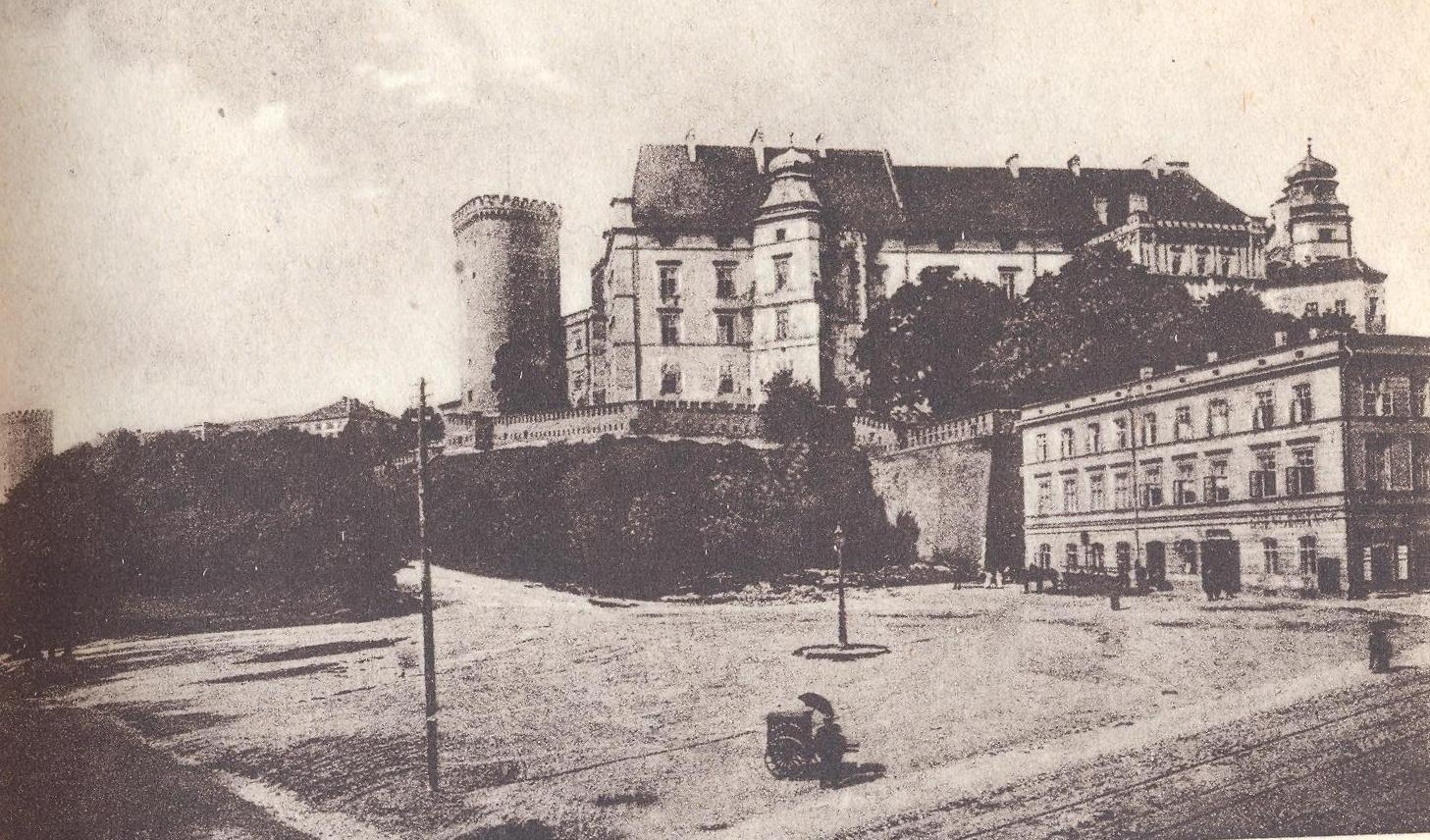
Plac Bernardyński i ulica. Po prawej kamienica Dębno. Około roku 1930.
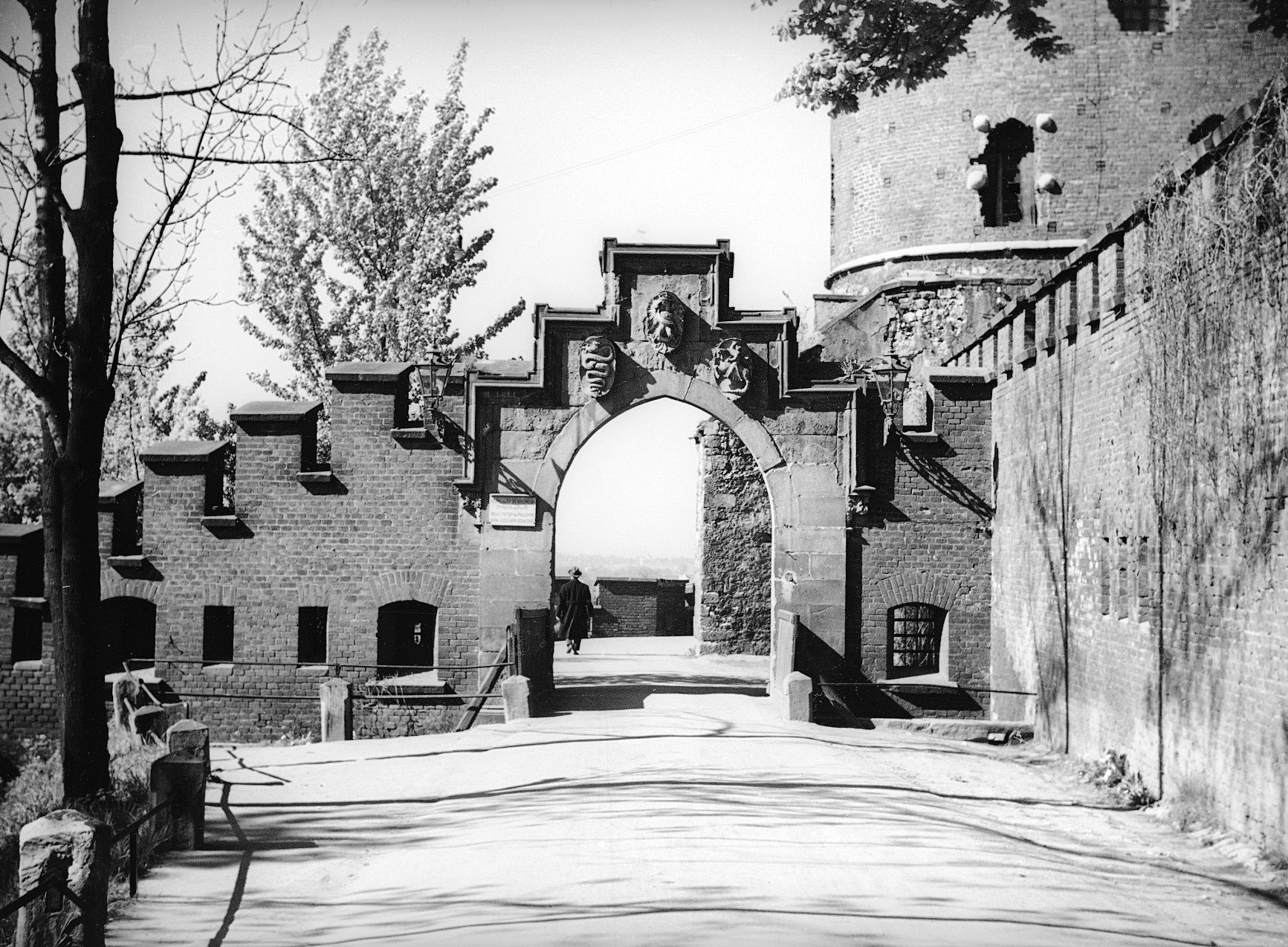
Austriacka brama wjazdowa, wyburzona przez Niemców.
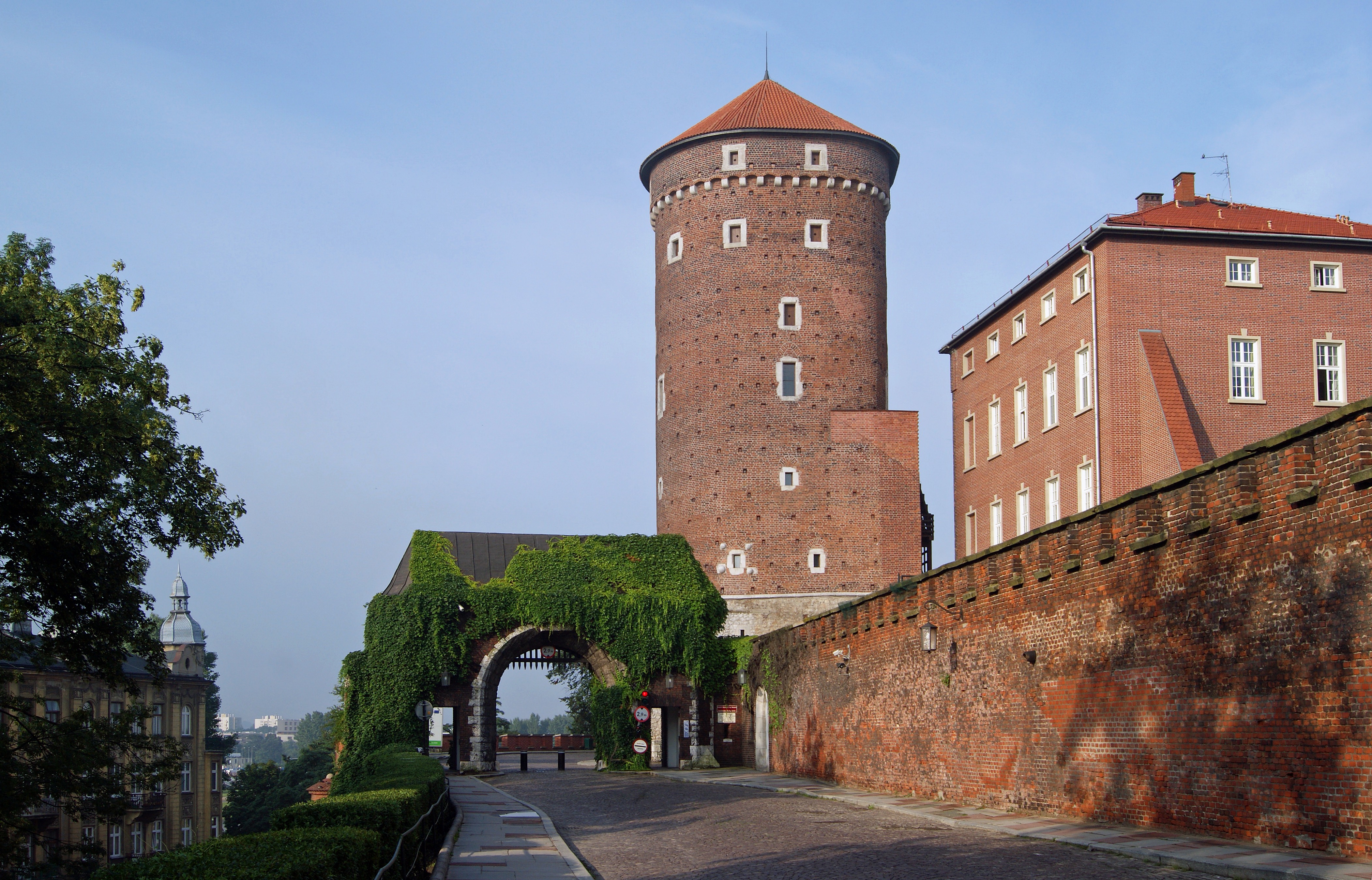
Brama Bernardyńska projektu Adolfa Szyszko-Bohusza.
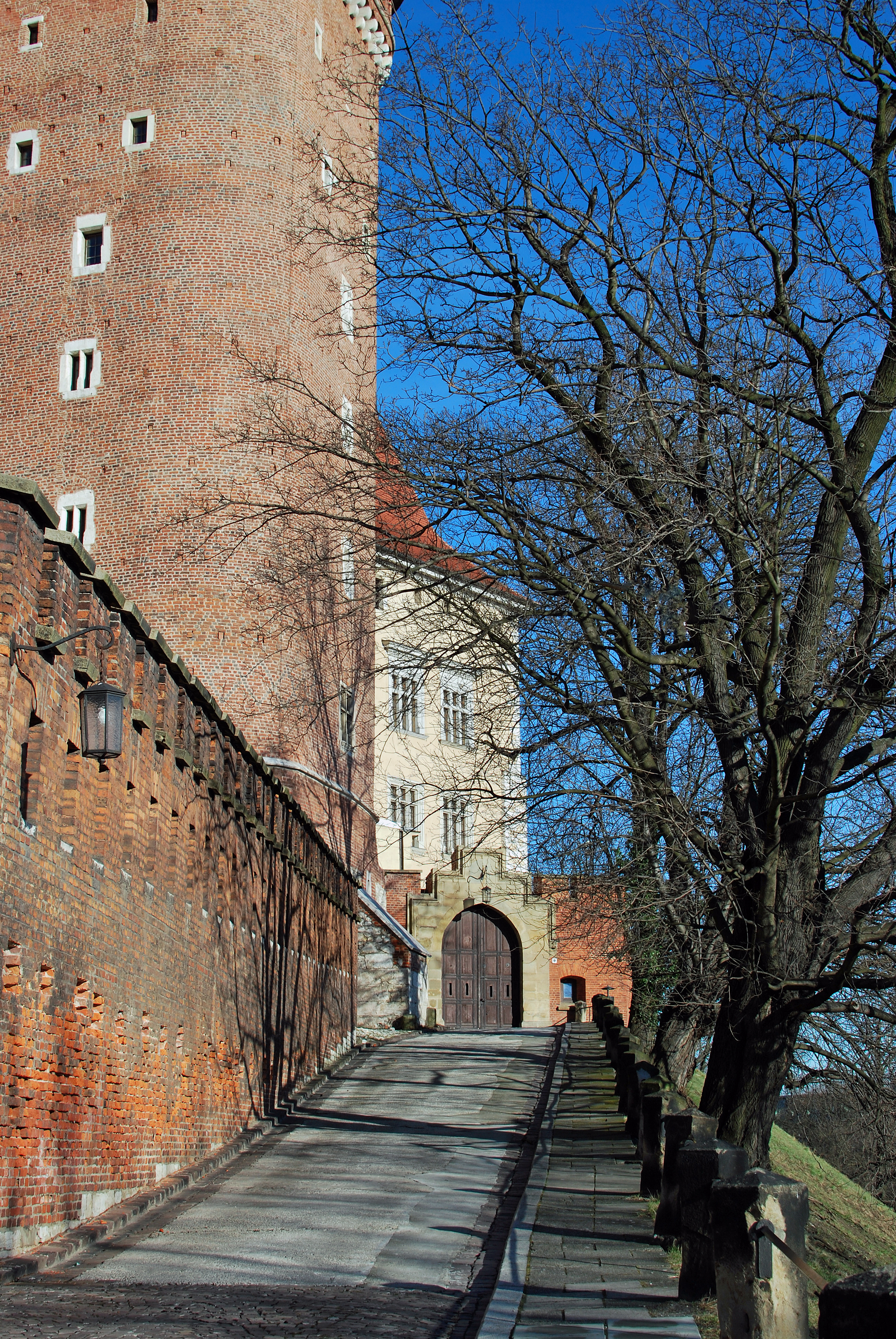
Przecznica oraz austriacka brama południowa.